# بلک‌لایت (کمیک)
بلک‌لایت (به انگلیسی: Blacklight) با نام اصلی کاندرا فریمن،یک شخصیت خیالی ابرقهرمان در کتاب‌های کامیک منتشر شده توسط مارول کامیکس است. شخصیت بلک‌لایت توسط تام دی‌فالکو و رون فرنز خلق شده است که برای اولین بار در شمارهٔ ۹ از مجموعه کمیک اِی-نِکست (۱۹۹۹) حضور پیدا کرد. کاندرا فریمن دختر درک فریمن و مونیکا رمبیو (معروف به فوتون) است.
جدا از کتاب‌های کامیک، شرکت مارول از بلک‌لایت در دیگر کالاهای خود از جمله پوشاک، اسباب‌بازی، ورق بازی، انیمیشن‌های تلویزیونی و بازی‌های رایانه‌ای استفاده کرده است.